# HEX VT 800
De VT 800 / 870, ook wel Alstom type Coradia LINT 41 en LINT 27 genoemd, is een dieselmechanisch motorrijtuig of treinstel, een zogenaamde light train met lagevloerdeel voor het regionaal personenvervoer van Veolia Verkehr Sachsen-Anhalt onder de naam (HEX: HarzElbeExpress).

## Geschiedenis
De LINT is ontworpen door fabrikant Linke-Hofmann-Busch (LHB) uit Salzgitter. Het acroniem LINT staat voor "Leichter Innovativer Nahverkehrstriebwagen". De treinen vervangen oudere treinen.
Veolia Verkehr Sachsen-Anhalt GmbH werd op 1 juli 2004 opgericht. Veolia Verkehr Sachsen-Anhalt is 100% dochter van Veolia Transport. Het hoofdkantoor bevindt zich in Halberstadt. De treindiensten worden sinds december 2005 uitgevoerd onder de HarzElbeExpress (HEX).

### Ongeval
Aan het traject Maagdenburg - Halberstadt vond op 29 januari 2011 bij Hordorf om 22.24 uur een frontale botsing tussen een goederentrein getrokken door twee locomotieven en een personentrein van dit type plaats. Het treinstel VT 810 werd hierbij dus danig beschadigd dat deze ter plaatse in meerdere delen werd gesplitst en per diepladers naar Halberstadt werd afgevoerd.

## Constructie en techniek
Het treinstel is opgebouwd uit een aluminium frame met een frontdeel van GVK. Typerend aan dit treinstel is de toepassing van Scharfenbergkoppeling met het grote voorruit. De treinen werden geleverd als eendelig en als tweedelig dieseltreinstel met mechanische transmissie. De trein heeft een lagevloerdeel. Deze treinen kunnen tot drie stuks gecombineerd rijden. De treinen zijn uitgerust met luchtvering.

## Treindiensten
Deze treinen worden sinds november 2005 door Veolia Verkehr Sachsen-Anhalt ingezet op de volgende trajecten.
- HEX 5: Thale - Quedlinburg - Halberstadt - Oschersleben (Bode) - Maagdenburg
- HEX 47: Bernburg - Baalberge - Könnern - Halle (Saale)
- HEX 60: Halberstadt - Nienhagen bei Halberstadt - Oschersleben (Bode) - Blumenberg - Dodendorf - Magdeburg
- HEX 67: Blankenburg (Harz) - Halberstadt - Oschersleben (Bode) - Maagdenburg
- HEX 70: Vienenburg - Wernigerode - Halberstadt - Aschersleben - Könnern - Halle (Saale)
- HBX: Thale - Quedlinburg/Vienenburg - Halberstadt - Maagdenburg - Potsdam - Berlijn